# Liste der Baudenkmale in Glasin
In der Liste der Baudenkmale in Glasin sind alle denkmalgeschützten Bauten der mecklenburgischen Gemeinde Glasin und ihrer Ortsteile aufgelistet. Grundlage ist die Veröffentlichung der Denkmalliste des Kreises Nordwestmecklenburg mit dem Stand vom 16. September 2020.

## Baudenkmale nach Ortsteilen

### Babst
| ID | Lage          | Bezeichnung                                 | Beschreibung | Bild |
| -- | ------------- | ------------------------------------------- | ------------ | ---- |
| 25 | Dorfstraße 18 | Bauernhof (Hof Klepping/Glende): Bauernhaus |              |      |

### Groß Tessin
| ID  | Lage         | Bezeichnung | Beschreibung | Bild |
| --- | ------------ | --- | ------------ | --- |
| 659 | Dorfstraße 7 | Pfarrhof: Wohnhaus und Scheune |              | |
| 660 |              | Gedenkstein für Meliorationsarbeiten |              | |
| 661 | (Karte)      | Kirche m. Tumba Pastor Erdmann u. Frau 1875/1870; Tumba Pastor Schiller 1842, Eisenkreuz von 1852,Grabplatte 1839 (an der Kirche), 3 Grabplatten 1858/1859/1865, Fam.-Grabstätte Schmankenburg (4Tumben), Fam.-Grabmal Commerce-Raetin Levenhagen (1814), Fam.-Grabstätte J. Ch. F. Erdmann u. Gefährtin (1825/1838) |              | Kirche m. Tumba Pastor Erdmann u. Frau 1875/1870; Tumba Pastor Schiller 1842, Eisenkreuz von 1852,Grabplatte 1839 (an der Kirche), 3 Grabplatten 1858/1859/1865, Fam.-Grabstätte Schmankenburg (4Tumben), Fam.-Grabmal Commerce-Raetin Levenhagen (1814), Fam.-Grabstätte J. Ch. F. Erdmann u. Gefährtin (1825/1838) |

### Poischendorf
| ID   | Lage                  | Bezeichnung | Beschreibung                                        | Bild     |
| ---- | --------------------- | ----------- | --------------------------------------------------- | -------- |
| 1066 | Dorfstraße 13 (Karte) | Gutshaus    | 1- und 2-gesch., 10-achs. Putzbau mit 4-gesch. Turm | Gutshaus |

## Ehemalige Baudenkmale

### Glasin
| ID  | Lage                  | Bezeichnung | Beschreibung | Bild |
| --- | --------------------- | ----------- | ------------ | ---- |
| 455 | Dorfstraße 40         | Wohnhaus    |              |      |
| 456 | Dorfstraße 43 (Karte) | Wohnhaus    |              |      |

## Quelle
- Denkmalliste des Landkreises Nordwestmecklenburg (Stand: 9. November 2023; PDF, 1,2 MByte)

- Karte mit allen Koordinaten:
- OSM |
- WikiMap